# 2804 Yrjö
2804 Yrjö este un asteroid din centura principală, descoperit pe 19 aprilie 1941, de Liisi Oterma.